# Ludwig Sklarski
Ludwig Sklarski, né le 20 septembre 1950 et mort le 30 décembre 2019, est un footballeur allemand. Il est connu pour avoir été le premier buteur de la sélection du Liechtenstein, alors qu'il est allemand.

## Palmarès
- Champion de Suisse en 1981 avec le FC Zurich

## Buts en équipe nationale
| #  | Date           | Lieu                    | Adversaire | Score | Résultat | Compétition                            |
| -- | -------------- | ----------------------- | ---------- | ----- | -------- | -------------------------------------- |
| 1. | 14 juin 1981   | Séoul (Corée du Sud)    | Malte      | 1-0   | 1-1      | Match amical (Coupe du Président 1981) |
| 2. | 5 octobre 1981 | Balzers (Liechtenstein) | Malaisie   | 1-0   | 1-0      | Match amical                           |